# Folkomröstningen 2016 i Colombia om ett fredsavtal med FARC

Karta över Colombia med illustration över hur folk röstade i olika regioner. I de grönfärgade delarna av landet röstade majoriteten "ja" i folkomröstningen, och i de rödfärgade delarna röstade majoriteten "nej".

Folkomröstningen i Colombia om ett fredsavtal med FARC ägde rum den 2 oktober 2016. Resultatet av omröstningen var att nejsidan vann en mycket knapp seger med 50,2%.

## Kampanjerna

### Ja-kampanjen
President Juan Manuel Santos menade att fredsavtal med FARC var nödvändigt och han ställde sig också tydligt på ja-sidan i kampanjerna inför folkomröstningen.

### Nej-kampanjen
Den mest tongivande på Nej-sidan inför folkomröstningen var den tidigare presidenten Álvaro Uribe Uribe hade byggt sin politiska karriär, inklusive två perioder som president, på löftet att bekämpa gerillagrupperna i landet. Han hade också varit starkt kritisk till Santos, som tog över presidentposten efter honom, särskilt efter att denne inlett fredssamtal med FARC.